# Јелена Вељача
Јелена Вељача (Загреб, 23. април 1981) хрватска је глумица, продуценткиња, сценаристкиња и колумнисткиња.

## Биографија
Јелена Вељачa је рођена 23. априла 1981. године у Загребу. На наговор мајке, Јелена је уписала Четврту гимназију у Новом Загребу, и то језичку. После тога уписивала је разне факултете, те је напослетку завршила Академију драмске умјетности 2006. године. Већ је као мала осетила позив за глуму, па се учланила у Драмски студио Позоришта „Мале сцене”.
Прве велике глумачке пројекте Јелена Вељача остварила је у продукцији АВА. У прослављеној серији „Вила Марија”, првој хрватској теленовели, од 2004. до 2005. глумила је Дору Јурак. Након ове позитивне улоге, у теленовели „Љубав у залеђу” од 2005. до 2006. године глумила је негативку Мају Жупан, умишљену манекенку и девојку Марка Марушића. У криминалистичкој ТВ серији „Урота” тумачила је улогу Дијане Супило од 2007. до 2008. године.
Јелена Вељача је убрзо схватила да је њена права и истинска љубав заправо писање па је глуму заменила писањем сценарија за продукцију АВА. Писала је сценарије добро прихваћених теленовела „Обични људи”, „Понос Раткајевих” и „Закон љубави”. У октобру 2008. је Роман Мајетић, власник продукције АВА и Јеленин бивши партнер, Вељачи уручио отказ. Као разлоге је медијима навео „неиспуњавање уговорених обавеза, односно кршење уговора”. Јелену Вељачу је убрзо заменила Наташа Дракулић, као сценаристкињу на серији „Закон љубави“. Након тога је Вељача једно време радила као консултанткиња на серији „Хитна 94”. За телевизију Нова је од 2011. године била сценаристкиња и продуценткиња теленовеле „Ларин избор”, међутим опет ју је заменила Наташа Дракулић. За Нову је такође радила серије „Стела” и „Зора дубровачка”, као и филм „Ларин избор: Изгубљени принц”. Након тога, прешла је радити за РТЛ. Била је ауторка и продуценткиња теленовеле „Права жена” од 2016. до 2017. године, а од 2018. до 2019. године радила је на теленовели „Погрешан човек”.
У позоришту је позната по представи „Тирза или сласт на устима шумског демона” у позоришту Гавела, 2004. године. Након тога на позоришне даске није стала 10 година све до представе „Права ствар”.
Редовна је колумнисткиња Јутарњег листа где у својој колумни „Мачка у вељачи” коментарише актуална друштвена догађања, али и нуди своје одговоре на загонетке модерног света. Међутим, колумне нису оно на чему је стала што се тиче писања, па је објавила две књиге – „Мама вам је цело време лагала” и „Татине цурице”, које су, заправо, збирка колумни о путу до успеха и среће, вери у пријатељство и љубав, те о мушко-женским односима.

## Приватни живот
Прва Јеленина љубавна веза која је била попраћена у јавности, јесте она с Романом Мајетићем, власником и продуцентом продуцентске куће АВА.
Након што се пар растао, Јелена се удала за глумца Јанка Поповића Воларића. Јанко и Јелена били су у вези пет година, а у браку три године, а затим су се одлучили развести.
Јелена Вељача удала се за глумца Дражена Чучека, тајно, 11. септембра 2015. године само у друштву кумова. Обред су славили у једном загребачком ресторану, а торту су поделили с гостима у ресторану. Пар дана након венчања објавила је да је трудна. Њихова ћерка Лена рођена је у децембру 2016. године. Од августа 2018. до априла 2019. године, Јелена је са супругом Драженом и ћерком Леном живела у Београду због снимања серије Погрешан човек, у којој је био ангажован и њен супруг Дражен Чучек. Крајем августа 2018. године, Јелена и Дражен су објавили да се разводе.

## Филмографија
| Год.       | Назив              | Улога          |
| ---------- | ------------------ | -------------- |
| 2000.      | Велики одмор       | Кораљка Петраш |
| 2004-2005. | Вила Марија        | Дора Јурак     |
| 2005-2006. | Љубав у залеђу     | Маја Жупан     |
| 2007-2008. | Урота              | Дијана Супило  |
| 2009.      | Та твоја рука мала | Пословна жена  |
| 2010.      | Инструктор         | Љубица         |
| 2018.      | До краја смрти     | Мајка          |

## Позориште
| Година | Наслов                                   | Аутор             | Режија            | Позориште  |
| ------ | ---------------------------------------- | ----------------- | ----------------- | ---------- |
| 2004.  | Тирза или сласт на устима шумског демона | Дамир Златар Фреу | Дамир Златар Фреу | Гавела     |
| 2005.  | Грозница                                 | Иван Видић        | Јошко Шево        | КУФЕР      |
| 2014.  | Права ствар                              | Том Стопард       | Ивица Шимић       | Мала Сцена |

## Сценаристкиња
| Година     | Наслов                       | Продукција   |
| ---------- | ---------------------------- | ------------ |
| 2006-2007. | Обични људи                  | АВА          |
| 2007-2008. | Понос Раткајевих             | АВА          |
| 2008.      | Закон љубави                 | АВА          |
| 2011-2013. | Ларин избор                  | Нова ТВ      |
| 2012.      | Ларин избор: Изгубљени принц | Нова ТВ      |
| 2013.      | Стела                        | Нова ТВ      |
| 2013.      | Зора дубровачка              | Нова ТВ      |
| 2016-2017. | Права жена                   | РТЛ          |
| 2018-2019. | Погрешан човек               | РТЛ, Прва ТВ |

## Продуценткиња
| Година     | Наслов      | Продукција |
| ---------- | ----------- | ---------- |
| 2011.      | Ларин избор | Нова ТВ    |
| 2016-2017. | Права жена  | РТЛ        |